# أعضاء محيطة بالبطينات
الأعضاء المحيطة بالبطين اختصارًا (CVOs) هي هياكل في الدماغ تتميز بشعيراتها الدموية الواسعة والنافذة للغاية، على عكس تلك الموجودة في بقية الدماغ حيث يوجد الحاجز الدموي الدماغي (BBB) على مستوى الشعيرات الدموية. مصطلح «أعضاء محيطة بالبطينات» كان قد اقتُرح في عام 1958 من قبل عالم التشريح النمساوي هيلموت أوتو هوفر فيما يتعلق بالهياكل المحيطة بالجهاز البطيني في الدماغ، اِكتُشِفة نفاذية الأصباغ المنقولة بالدم إلى مناطق صغيرة محددة في الأعضاء المحيطة بالطيِّنات في أوائل القرن العشرين. تشمل الأعضاء المحيطة بالبطينات القابلة للنفاذيّة والتي تمكّن التبادل العصبي الهرموني السريع العضو تحت القبو (SFO)، والباحة المنخفضة (AP)، والعضو الوعائي للصفيحة الانتهائية (VOLT) [الإنجليزية]، والبرزة الأنسية والغدة النخامية الخلفية والغدة الصنوبرية.
يمكن تصنيف الأعضاء المحيطة بالبطين إما كأعضاء حسية أو إفرازية تؤدي وظائف الاستتباب وتوازن الماء في الجسم. تشمل الأعضاء الحسية الباحة المنخفضة، والعضو تحت القبو، والعضو الوعائي للصفيحة الانتهائية، وكلها لديها القدرة على استشعار الإشارات في الدم، ثم تمرير هذه المعلومات عصبيًا إلى مناطق الدماغ الأخرى. من خلال شبكتها العصبونية، تقدم معلومات مباشرة من الدوران الجهازي إلى الجهاز العصبي الذاتي. تشمل الأعضاء الإفرازية العضو تحت الصوار، والغدة النخامية، والبرزة المتوسطة، والغدة الصنوبرية. تكون هذه الأعضاء مسؤولة عن إفراز الهرمونات والبروتينات السكرية في الدم المحيطي باستخدام التغذية الراجعة من الدماغ والمحفزات الخارجية.
تحتوي الأعضاء المحيطة بالبطينات على شبكات شعيرية تختلف فيما بينها وداخل الأعضاء نفسها من حيث الكثافة والنفاذية، إذ تحتوي معظم الشعيرات الدموية على طبقة من الخلايا البطانية النافذة، باستثناء تلك الموجودة في العضو تحت الصوار. بالإضافة إلى ذلك، تحتوي جميع الأعضاء المحيطة بالبطينات على أنسجة عصبية، ما يتيح لها أداء دور الغدد الصم العصبية.
رغم أن الضفيرة المشيموية تملك أيضًا شعيرات دموية نافذة، لا تحتوي على نسيج عصبي؛ بدلًا من ذلك، يتمثل دورها الأساسي في إنتاج السائل الدماغي الشوكي، فهي لا تُصنف عادةً كعضو محيط بالبطين.

## الاعضاء الحسية

### الباحة المنخفضة

#### التشريح
تقع الباحة المنخفضة في النخاع المستطيل الذيلي بالقرب من تقاطع جذع الدماغ والنخاع الشوكي. وجدت الدراسات على البشر ومعظم الثدييات الأخرى أنها تتكون من انتفاخات على أحد جدران البطين الرابع. مع ذلك، في القوارض و أرنبيات الشكل، تشكل الباحة المنخفضة بنية وسطية على الناحية الظهرية للمزلاج. عند النظر إليها من الناحية النسيجية حيث يظهر توزعها الشعيري وشكله، تحوي الباحة المنخفضة العديد من المناطق الفرعية المنفصلة وفقًا لنفاذية الشعيرات الدموية، ومعدلات تدفق الدم، ومدة عبور الدم من خلال الأسرة الشعيرية المعنية.

#### الوظيفة
لا يُعرف سوى القليل نسبيًا عن وظيفة الباحة المنخفضة في البشر. مع ذلك، هناك دليل قوي على أن الباحة المنخفضة تعمل كمنطقة حث للمستقبل الكيميائي للإقياء، والذي ينجم عن وجود محفز ضار في الدم. هناك أيضًا دليل على أن الباحة المنخفضة هي الموقع الذي يحفز فيه الأنجيوتنسين استقلاب الغلوكوز والنشاط العصبي الصادر المفترض، والتحكم في ضغط الدم والعطش. تتمتع الباحة المنخفضة أيضًا بقدرات تكاملية تمكنها من إرسال إشارات رئيسية وثانوية إلى أقسام من الدماغ تشارك في التحكم الذاتي في وظائف القلب والأوعية الدموية والجهاز التنفسي.

### العضو الوعائي للصفيحة الانتهائية

#### التشريح
يصنف ضمن العضاء الحسية المحيطة بالبطينات (بالإضافة إلى العضو تحت القبو والباحة المنخفضة)، يقع العضو الوعائي للصفيحة الانتهائية في الجدار الأمامي للبطين الثالث. مثل باقي الأعضاء المحيطة بالبطينات، يفتقر إلى الحاجز الدموي الدماغي البطاني الضيق. يتميز العضو الوعائي أيضًا بالمدخلات الواردة من العضو تحت القبو، ومنطقة النواة المتوسطة أمام التصالبة البصرية، وجذع الدماغ، وتحت المهاد. على العكس من ذلك، يصدر عن العضو الوعائي للصفيحة الانتهائية عصبونات باتجاه السطر النخاعي والعقد القاعدية.

#### الوظيفة
كما ذُكر سابقًا، يتميز العضو الوعائي للصفيحة الانتهائية باحتوائه على العصبونات المسؤولة عن الحفاظ على التنظيم الأسموزي. بالإضافة إلى ذلك، تسمح الجملة الوعائية النافذة للعضو الوعائي للصفيحة الانتهائية للخلايا النجمية والخلايا العصبية فيه بالتعرف على مجموعة متنوعة من الجزيئات البلازمية ونقل إشاراتها إلى مناطق أخرى من الدماغ، ما يؤدي إلى ظهور الاستجابة الذاتية والالتهابية.

### العضو تحت القبو

#### التشريح
العضو تحت القبو هو عضو حسي محيط بالبطينات يقع على الجانب السفلي من قبو الدماغ ويفتقر إلى الحاجز الدموي الدماغي، والذي يميز غيابه الأعضاء المحيطة بالبطينات. يبرز العضو تحت القبو في البطين الثالث من الدماغ، ويمكن تقسيم هذا العضو كثيف التوعية إلى 3-4 مناطق تشريحية، بحسب كثافة الشعيرات الدموية وبنيتها. تتكون المنطقة المركزية حصريًا من الخلايا الدبقية وأجسام العصبونات. على العكس من ذلك، تتكون المنطقتين المنقارية والذيلية في الغالب من ألياف عصبية ويمكن رؤية عدد قليل جدًا من العصبونات والخلايا الدبقية في هذه المنطقة. مع ذلك، من الناحية الوظيفية، يتكون العضو تحت القبو من جزأين، الجزء المحيطي الظهري الجانبي، والجزء اللبّي البطني الإنسي.

#### الوظيفة
ينشط العضو تحت القبو في العديد من العمليات الجسدية بما في ذلك، على سبيل المثال لا الحصر، التنظيم الأسموزي، وتنظيم القلب والأوعية الدموية، واستتباب الطاقة. في دراسة أجراها فيرغسون، تبين أن كل من المنبهات مفرطة التوتر وناقصة التوتر تحفز الاستجابة الأسموزية. أظهرت هذه الملاحظة أن العضو تحت القبو له دور في استتباب ضغط الدم. بسبب وجود مستقبل الأنجيوتنسين 1، تُظهر الخلايا العصبية للعضو تحت القبو استجابة تحفيزية عند تنشيطها بواسطة الأنجيوتنسين، فيرتفع ضغط الدم. يمكن حصر استجابة الشرب للعضو تحت القبو بواسطة الببتيد الأذيني المدر للصوديوم. أظهر بحث إضافي أن العضو تحت القبو قد يكون وسيطًا هامًا في عمل اللبتين في الحفاظ على ضغط الدم ضمن الحدود الفسيولوجية الطبيعية من خلال المسارات الذاتية الهابطة المرتبطة بالتحكم في القلب والأوعية الدموية.

## الأعضاء الإفرازية

### العضو تحت الصوار

#### التشريح
العضو تحت الصوار هو عضو إفرازي صغير يقع على السطح البطني للصوار الخلفي بالقرب من المدخل الأمامي للمسال الدماغي. يختلف عن غيره من الأعضاء المحيطة بالبطينات من ناحية افتقاره إلى تركيز عالٍ من الشعيرات الدموية النافذة، ما يجعل الحاجز الدموي الدماغي أقل نفاذية. من ناحية أخرى، يسمح دوره كبنية عصبية صماوية مرتبطة بالجهاز البطيني بتصنيفه ضمن الأعضاء المحيطة بالبطينات. فيما يتعلق بوظيفته الإفرازية، يتكون العضو تحت الصوار جزئيًا من الخلايا البطانية العصبية. تتميز الخلايا البطانية العصبية هذه بأجسام خلوية متطاولة تحتوي على مواد مفرزة وتكون مغطاة بالأهداب. أبرز هذه المواد البروتين السكري، إس سي أو-سبوندين.

#### الوظيفة
تتمثل الوظيفة الرئيسية للعضو تحت الصوار في إفراز البروتين السكري، إس سي أو-سبوندين، والذي يتحرر في البطين الثالث حيث يتجمع لتكوين ألياف ريسنر. ألياف ريسنر هي نتوءات ليفية طويلة تنتقل ذليلًا عبر مسال سلفيوس وتنتهي في النخاع الشوكي. يُعتقد أن هذه الألياف تساهم في الحفاظ على سالكية مسال سلفيوس.

### الغدة النخامية

#### الوظيفة
يشار إلى الغدة النخامية أحيانًا باسم «سيدة الغدد الصماء» لأنها تلعب دورًا حاسمًا في الحفاظ على الاستتباب وتوجيه نشاط الغدد الأخرى. يفرز الفص الأمامي هرمون النمو والبرولاكتين والهرمونات الموجهة للغدة الدرقية والغدد التناسلية والغدتين الكظريتين. يخزن الفص الخلفي ويحرر الأوكسيتوسين والفازوبرسين، المعروف أيضًا باسم الهرمون المضاد لإدرار البول، والذي يتم إنتاجه في منطقة تحت المهاد.